# ジェネリックフィルター
数学の集合論における、ジェネリックフィルター
とは、強制法の理論で使われる対象の一種で、
そのテクニックはいろんな目的に使われるが、特に、何かしらの命題の
ZFCのような形式的な理論からの独立性を示すのに使われる。
例えば、ポール・コーエンはZFCが無矛盾であれば
連続体仮説(実数全体の集合の濃度が {\displaystyle \aleph _{1}} である)
を証明することができないということを示すのに使った。
コーエンの証明は、{\displaystyle \aleph _{1}} の値を変えることなしに、
{\displaystyle \aleph _{1}} より多くの実数を生成する
ジェネリックフィルターを構成することによって為された。
形式的には、P を半順序として、F を P 上のフィルターとする。
すなわち、F は P の部分集合で、
1. F は空でない
2. p,q∈P で、 p≤q で、 p が F の要素なら、q もF の要素(F は上に閉じている)
3. p と q が Fの要素なら、Fの要素rで、r≤p かつ r≤q となるものが存在する。(F の任意の二要素は両立 する。)

を満たす。
D を P の稠密部分集合の族とする。
フィルターF が D-ジェネリック であるとは、F が Dの要素の全てと交わりを持つこと、
すなわち、
{\displaystyle F\cap E\neq \varnothing ,\,} for all E ∈ D
となることである。
同様に、M がZFCの推移モデル(または、十分なフラグメント)で、
P が M の要素であるとき、F が  M上ジェネリックであるとは、
D を P の稠密開部分集合とすると、
{\displaystyle F\cap D\neq \varnothing ,\,} for all D ∈ M
となることである。

## 参考
- K. Ciesielski, Set Theory for the Working Mathematician, London Mathematical Society